# Anwar El Ghazi
Anwar El Ghazi (* 3. května 1995 Barendrecht) je nizozemský profesionální fotbalista, který hraje na pozici křídelníka. V roce 2015 odehrál také 2 utkání v dresu nizozemské reprezentace.

## Klubová kariéra
Profesionální fotbalovou kariéru zahájil v Ajaxu, klubu, ve kterém hrál i v mládežnických týmech. Do Ajaxu přišel ze Sparty Rotterdam. V lednu 2017 přestoupil do Francie do klubu Lille OSC.
Kvůli pro klub nepřijatelným postojům k útoku Hamásu na Izrael byl 17. října 2023 vyřazen z kádru.
Dne 3. listopadu 2023 mu klub s okamžitou platností ukončil smlouvu v návaznosti na jeho postoje k útoku Hamásu na Izrael.

## Reprezentační kariéra
Anwar El Ghazi byl členem nizozemských mládežnických výběrů od kategorie U17.
V nizozemském A-týmu debutoval 10. 10. 2015 pod trenérem Danny Blindem v kvalifikačním utkání v Astana Areně proti týmu Kazachstánu (výhra 2:1).

## Statistiky

### Klubové
K 25. září 2021
| Klub                | Sezóna  | Liga           | Liga   | Liga | Národní pohár | Národní pohár | Ligový pohár | Ligový pohár | Evropské poháry | Evropské poháry | Ostatní | Ostatní | Celkem | Celkem |
| Klub                | Sezóna  | Liga           | Zápasy | Góly | Zápasy        | Góly          | Zápasy       | Góly         | Zápasy          | Góly            | Zápasy  | Góly    | Zápasy | Góly   |
| ------------------- | ------- | -------------- | ------ | ---- | ------------- | ------------- | ------------ | ------------ | --------------- | --------------- | ------- | ------- | ------ | ------ |
| Ajax                | 2014/15 | Eredivisie     | 31     | 9    | 2             | 0             | —            | —            | 9               | 1               | 1       | 0       | 43     | 10     |
| Ajax                | 2015/16 | Eredivisie     | 27     | 11   | 1             | 0             | —            | —            | 9               | 0               | —       | —       | 37     | 11     |
| Ajax                | 2016/17 | Eredivisie     | 12     | 0    | 2             | 1             | —            | —            | 6               | 1               | —       | —       | 20     | 2      |
| Ajax                | Celkem  | Celkem         | 70     | 20   | 5             | 1             | 0            | 0            | 24              | 2               | 1       | 0       | 100    | 23     |
| Lille               | 2016/17 | Ligue 1        | 12     | 1    | 1             | 1             | 0            | 0            | —               | —               | —       | —       | 13     | 2      |
| Lille               | 2017/18 | Ligue 1        | 27     | 4    | 2             | 0             | 2            | 0            | —               | —               | —       | —       | 31     | 4      |
| Lille               | Celkem  | Celkem         | 39     | 5    | 3             | 1             | 2            | 0            | 0               | 0               | 0       | 0       | 44     | 6      |
| Aston Villa (host.) | 2018/19 | Championship   | 34     | 6    | 1             | 0             | 1            | 0            | —               | —               | —       | —       | 36     | 6      |
| Aston Villa         | 2019/20 | Premier League | 34     | 4    | 1             | 1             | 5            | 1            | —               | —               | —       | —       | 40     | 6      |
| Aston Villa         | 2020/21 | Premier League | 28     | 10   | 0             | 0             | 3            | 1            | —               | —               | —       | —       | 31     | 11     |
| Aston Villa         | 2021/22 | Premier League | 3      | 1    | 0             | 0             | 2            | 2            | —               | —               | —       | —       | 5      | 3      |
| Aston Villa         | Celkem  | Celkem         | 99     | 21   | 2             | 1             | 11           | 4            | 0               | 0               | 0       | 0       | 112    | 26     |
| Celkem              | Celkem  | Celkem         | 208    | 46   | 10            | 3             | 13           | 4            | 24              | 2               | 1       | 0       | 256    | 55     |

### Reprezentační
K 26. září 2021
| Nizozemsko | Nizozemsko | Nizozemsko |
| Rok        | Zápasy     | Góly       |
| ---------- | ---------- | ---------- |
| 2015       | 2          | 0          |
| Celkem     | 2          | 0          |